# Tony Leon
Anthony James Leon, född 15 december 1956 är en sydafrikansk politiker (Democratic Alliance, tidigare progressiv och DP), partiordförande för Demokratiska partiet/Democratic Alliance 1994-2007 och officiell oppositionsledare 1999-2007, då DP övertog rollen från Nya Nationalistpartiet. Han är sedan 2009 Sydafrikas ambassadör till Argentina.
Han inledde sin politiska bana som kampanjarbetare för Helen Suzmans progressiva parti och efterträdde henne som parlamentsledamot för Houghton Estate i valet 1989, sedan de progressiva omkonstituerats till Demokratiska partiet, för vilket han blev partiordförande 1994. Han lämnade partiordförandeposten till Helen Zille 2007 efter att ha lett den liberala oppositionen till framgångar i två val i sträck men utan att på allvar ha utmanat ANC-regeringen. Leon lämnade nationalförsamlingen efter att ha utnämnts till ambassadör i Buenos Aires i september 2009 av president Jacob Zuma, sedan DA, DP:s efterträdare vunnit ytterligare mark i valet samma år (16,66 % av rösterna, mot 1,73 % femton år tidigare, innan Leons tillträde).
Under sin tid som DA:s partiordförande och viceordförande i Liberala internationalen tog han öppet ställning för dödsstraffets återinförande 2004, en kontroversiell fråga i Sydafrika. Utöver kritik från kamrater anklagades han även för opportunism av företrädare för konservativa Nya Nationalistpartiet, som till dess upplösande 2005 stödde straffets återinförande.